# Werner Guballa
Werner Guballa (ur. 30 października 1944 w Moguncji, zm. 27 lutego 2012 tamże) – niemiecki duchowny rzymskokatolicki, biskup pomocniczy Moguncji w latach 2003–2012.

## Życiorys
Święcenia kapłańskie otrzymał 10 października 1970 i został inkardynowany do diecezji mogunckiej. Po obronie doktoratu z teologii na Papieskim Uniwersytecie Gregoriańskim został wikariuszem w Bensheim, zaś w latach 1977-1982 był ekonomem i prorektorem diecezjalnego seminarium. W latach 1982–1996 pracował jako proboszcz w Moguncji i Darmstadt. W 1996 powierzono mu funkcję wikariusza generalnego diecezji.
20 lutego 2003 papież Jan Paweł II mianował go biskupem pomocniczym diecezji mogunckiej, ze stolicą tytularną Catrum. Sakry biskupiej udzielił mu kard. Karl Lehmann. Jako biskup odpowiadał za formację duchowieństwa diecezjalnego i zakonnego, a także za działalność diecezjalnej Caritas.
Zmarł w Moguncji 27 lutego 2012.